# 大宮町 (臺北市)

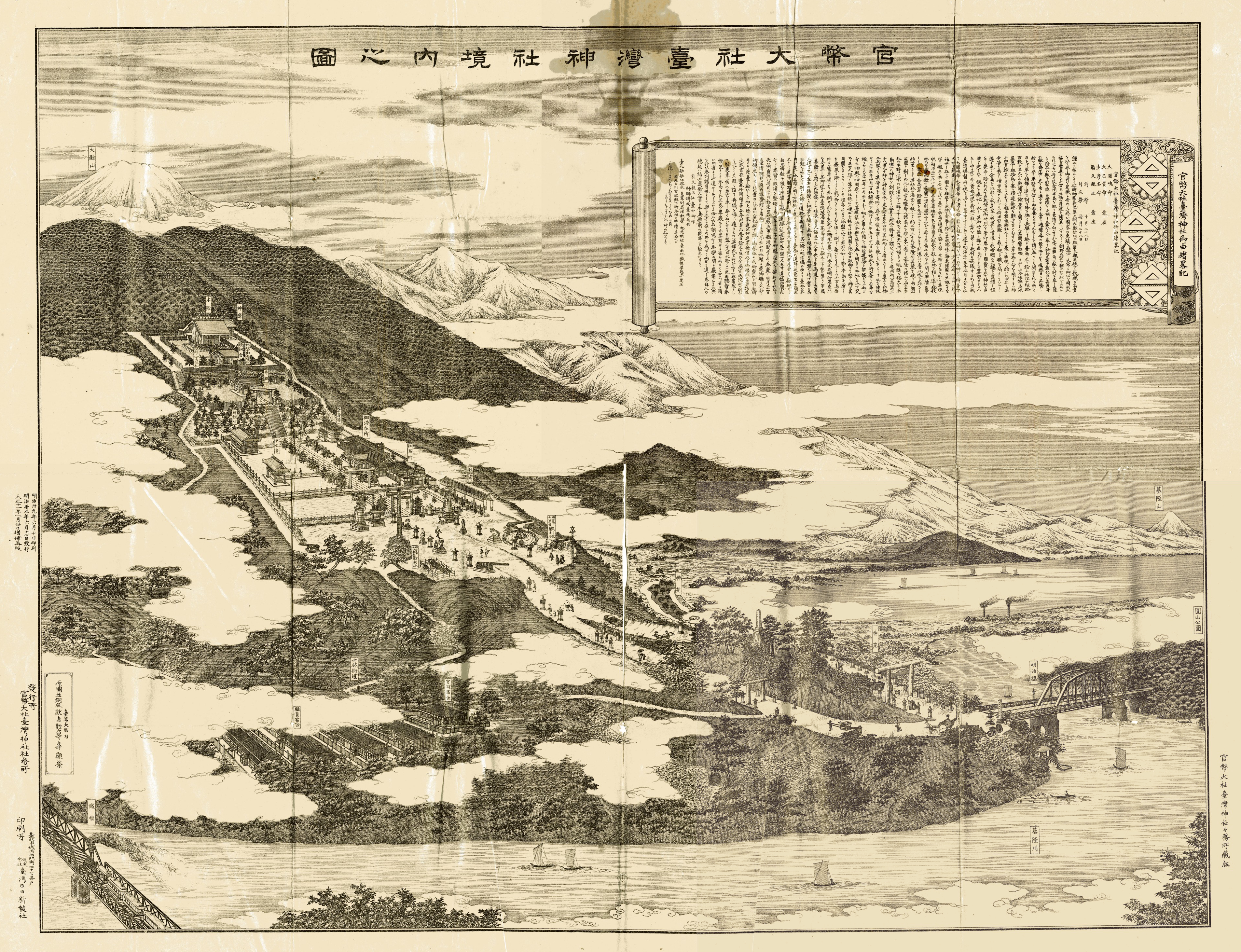
大宮町台灣神宮

大宮町，為臺灣日治時期臺北市之行政區，位置約為該市北端，原屬大直大字。大宮町之名稱，來自町內臺灣神社（後改稱台灣神宮）。戰後劃為中山區劍潭里，範圍包含今臺北市中山區、士林區間劍潭地區的中山北路四段與北安路西側一小部分。

## 町內設施
- 臺灣神宮（現為圓山大飯店）
- 淡水線宮ノ下乘降場（劍潭站舊址）
- 劍潭寺（舊址）
- 明治橋（中山橋舊橋，市定文化資產，已分割拆除）

## 相關
- 町名改正